# Akysis portellus
Akysis portellus är en fiskart som beskrevs av Ng 2009. Akysis portellus ingår i släktet Akysis och familjen Akysidae. IUCN kategoriserar arten globalt som otillräckligt studerad. Inga underarter finns listade i Catalogue of Life.